# Rhys Davies (piragüista)
Rhys Davies es un deportista británico que compitió en piragüismo en la modalidad de eslalon. Ganó dos medallas de bronce en el Campeonato Mundial de Piragüismo en Eslalon, en los años 2011 y 2013, ambas en la prueba de C2 por equipos.

## Palmarés internacional
| Campeonato Mundial | Campeonato Mundial      | Campeonato Mundial | Campeonato Mundial |
| Año                | Lugar                   | Medalla            | Competición        |
| ------------------ | ----------------------- | ------------------ | ------------------ |
| 2011               | Bratislava (Eslovaquia) | Medalla de bronce  | C2 por equipos     |
| 2013               | Praga (República Checa) | Medalla de bronce  | C2 por equipos     |